# Franz Metzner (Politiker)

Franz Metzner

Franz Ludwig Metzner (* 26. Mai 1895 in Ilmenau; † 6. Juli 1970 in Essen-Stoppenberg) war ein deutscher Politiker (NSDAP), Jurist und SS-Führer.

## Leben und Wirken
Metzner besuchte das Wilhelm-Ernst-Gymnasium in Weimar, wo er 1914 das Abitur ablegte. Anschließend nahm er am Ersten Weltkrieg teil, wo er bis zum Oberleutnant befördert wurde. Nach Kriegsende studierte er Rechtswissenschaften, Geschichte und Philosophie an den Universitäten Jena, Freiburg und Erlangen. 1921 promovierte er zum Dr. iur. Anschließend war er als Journalist bei mehreren mitteldeutschen Zeitungen tätig, bevor er 1925 zum Pressechef der Landesregierung in Thüringen ernannt wurde. Dieses Amt übte er bis 1928 aus. Zum 1. November 1930 trat er der NSDAP bei (Mitgliedsnummer 355.139), er war Gaupropagandaleiter in Thüringen und Mitglied des Untersuchungs- und Schlichtungsausschusses des Gaues Thüringen. Von 1930 bis 1932 war er zudem Schriftleiter der Zeitschrift Der Nationalsozialist in Weimar.
Ab 1932 zog er für die NSDAP in den Thüringer Landtag und am 12. November 1933 in den nationalsozialistischen Reichstag ein. Am 1. Februar 1933 wurde er persönlicher Referent des Reichsinnenministers Wilhelm Frick und am 1. Juli 1933 zum Ministerialrat befördert.
Am 1. Februar 1937 übertrug ihm der Reichssportführer Hans von Tschammer und Osten sowohl die Führung des Reichsfachamtes Boxen als auch des Verbandes deutscher Faustkämpfer, der Vereinigung der Berufsboxer. Am 12. September 1937 trat Metzger der SS bei (SS-Nummer 290.263) und wurde umgehend zum SS-Sturmbannführer und ehrenamtlichen Führer im SD-Hauptamt ernannt. 1938 erhielt er das Komturkreuz mit Stern des fürstlich liechtensteinischen Verdienstordens verliehen.
Nach Ausbruch des Zweiten Weltkrieges wurde er beim Landesschützenbataillon 337 Hauptmann. Von Ende 1941 bis zu Beginn 1943 war Metzner Stellvertreter des Generalkommissars in Dnjepropetrowsk. In der SS erreichte er 1943 den Rang eines SS-Oberführers. Metzner wurde zum Reichshauptstellenleiter befördert. 1942 übernahm er den Posten eines Vizepräsidenten des auf Initiative der Italiener gegründeten Internationalen Berufsboxer-Verbandes (Associazinoe Pugilaato Professionalistico Europeo – APPE)
Nach Kriegsende lebte Metzner als Regierungsrat i. R. in Essen.